# Вальтер Айові
Вальтер Айові (ісп. Walter Ayoví, нар. 11 серпня 1979, Камаронес) — еквадорський футболіст, півзахисник мексиканської «Пачуки» та національної збірної Еквадору.
Двоюрідний брат іншого гравця еквадорської футбольної збірної Хайме Айові.

## Клубна кар'єра
У дорослому футболі дебютував 2000 року виступами за команду клубу «Емелек», в якій провів два сезони, взявши участь у 87 матчах чемпіонату.
Згодом з 2003 по 2009 рік грав у складі команд клубів «Барселона» (Гуаякіль), «Аль-Васл» та «Депортіво Ель Насьйональ».
Своєю грою за останню команду привернув увагу представників тренерського штабу мексиканського клубу «Монтеррей», до складу якого приєднався 2009 року. Відіграв за команду з Монтеррея наступні чотири сезони своєї ігрової кар'єри. Більшість часу, проведеного у складі «Монтеррея», був основним гравцем команди.
До складу клубу «Пачука» приєднався 2013 року.

## Виступи за збірну
2001 року дебютував в офіційних матчах у складі національної збірної Еквадору. Наразі провів у формі головної команди країни 88 матчів, забивши 8 голів.
У складі збірної був учасником розіграшу Кубка Америки 2001 року в Колумбії, чемпіонату світу 2002 року в Японії і Південній Кореї, розіграшу Кубка Америки 2007 року у Венесуелі, а також розіграшу Кубка Америки 2011 року в Аргентині.